# PowerVu
PowerVu – system dostępu warunkowego dla telewizji cyfrowej, opracowany przez firmę Scientific Atlanta.
Wykorzystywany jest w profesjonalnej transmisji telewizyjnej, m.in. przez:
- sieci/nadawców:
  - Abertis Telecom (Hispasat),
  - AFN (American Forces Network),
  - Arqiva (Sirius),
  - Bloomberg TV (wersje językowe: francuska, włoska i hiszpańska),
  - Claxson (Intelsat 9),
  - Discovery Networks Europe,
  - ESPN (Telstar 12, Intelsat 9),
  - Fox/Fox Sports (Intelsat 9),
  - Hallmark Channel (Sirius),
  - HBO Central Europe (Amos),
  - Pro Tv (Rumunia, Sirius),
  - SIS Link (Sirius),
  - Telefe (Intelsat 805),
  - Unire (Włochy),
  - ViacomCBS (Intelsat 805),
- pojedyncze programy:
  - Antena 1 (Rumunia, Eutelsat W2),
  - Canal 1 Ecuador,
  - CNN Newsource Europe (NSS 7),
  - GM,
  - KBS World (Korea),
  - National Westminister Bank TV,
  - NHK World Premium (Japonia),
  - Royal Bank of Scotland TV,
  - TVR 1 (publiczna rumuńska „jedynka”),
  - TVR 2 (publiczna rumuńska „dwójka”),
- niektóre programy AXN (Eutelsat W2)
  - AXN Crime,
  - AXN SciFi,
  - AXN Central Europe,
  - AXN Polska,
  - AXN Romania,
- inne.